# Valdiviomyia ruficauda
Valdiviomyia ruficauda är en tvåvingeart som först beskrevs av Shannon 1927.  Valdiviomyia ruficauda ingår i släktet Valdiviomyia och familjen blomflugor. Inga underarter finns listade i Catalogue of Life.